# ريف ريسر
ريف ريسر (بالإنجليزية: Rave Racer)، هي لعبة فيديو يابانية، من تطوير ونشر شركة نامكو، صدرت اللعبة على منصة الآركيد سنة 1995، وهي الجزء الثالث من السلسلة الرئيسية للعبة ريج ريسر.